# Castello di Cany
Il castello di Cany è una residenza nobiliare presso Cany-Barville nella regione francese della Normandia. È Monumento storico dal 1930.
Fu costruito tra 1640 e 1646 per il parlamentare di Rouen Pierre Le Marinier su progetto di François Mansart in stile Luigi XIII. Ha una forma rettangolare di dimensioni 10 per 45 metri su tre livelli, per un totale di circa 1300 metri quadri abitabili ed è inserito in un parco di 50 ettari.